# Alberto Magno
San Alberto Magno  (Lauingen, Baviera, 1193/1206-Colonia, 15 de noviembre de 1280) fue un fraile dominico y obispo alemán de la Iglesia católica, así como un destacado teólogo, geógrafo, filósofo, químico y en general, un polímata de la ciencia medieval. Se caracterizaba por su nobleza y liderazgo. Canonizado posteriormente como santo de la Iglesia católica, era conocido en vida como Doctor universalis y Doctor expertus y, más tarde, se le añadió el sobrenombre de Magno.Académicos como James A. Weisheipl y Joachim R. Söder se han referido a él como el más grande filósofo y teólogo alemán de la Edad Media. La Iglesia católica lo distingue como uno de los 37 Doctores de la Iglesia.

## Biografía

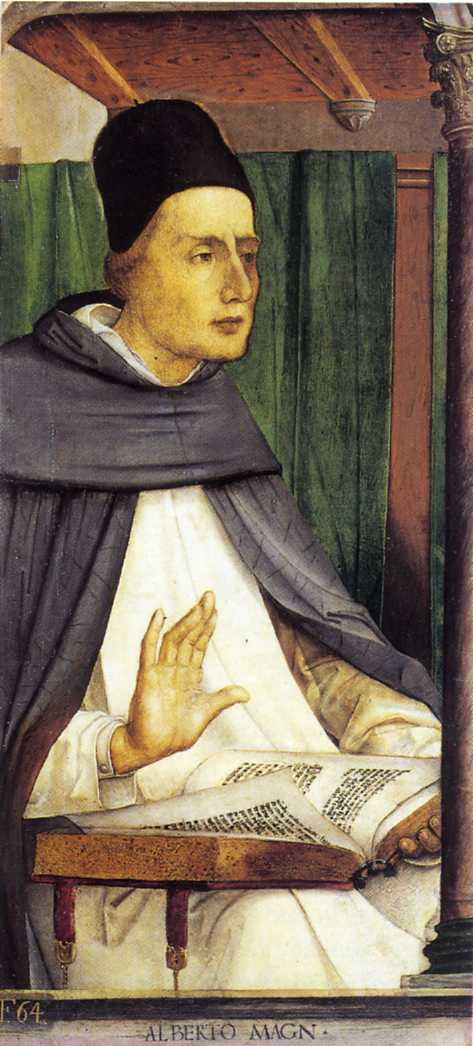
Alberto Magno por Pedro Berruguete.

Estudió en Padua, donde tomó el hábito de santo Domingo de Guzmán y profundizó en el conocimiento de la filosofía aristotélica, y en París, doctorándose en 1245. Enseñó en algunas de las pocas Universidades que existían en ese momento en Europa, también desempeñó su trabajo en distintos conventos a lo largo de Alemania.
En la universidad de París tradujo, comentó y clasificó textos antiguos, especialmente de Aristóteles. Añadió a estos sus propios comentarios y experimentos, aunque no veía los experimentos como lo verían luego los fundadores de la ciencia moderna y en especial Galileo Galilei, sino que en su opinión la experimentación consistía en observar, describir y clasificar. Este gran trabajo enciclopédico sentó las bases para el trabajo de su discípulo santo Tomás de Aquino. También trabajó en botánica y en alquimia, destacando por el descubrimiento del arsénico en 1250. En geografía y astronomía explicó, con argumentos sólidos, que la tierra es esférica.
En 1259 o 1260, fue ordenado obispo de la sede de Ratisbona, cargo que dejaría poco después habiendo remediado algunos de los problemas que tenía la diócesis. En 1263, el papa Urbano IV aceptaría su renuncia, permitiéndole volver de nuevo a la vida de comunidad en el convento de Wurzburgo y a enseñar en Colonia.
Murió a la edad de 87 (o 74) años, cuando se hallaba sentado conversando con sus hermanos en Colonia. Antes había mandado construir su propia tumba, ante la que cada día rezaba el oficio de difuntos. Está enterrado en la cripta de la Iglesia de San Andrés, en Colonia. Se dice que su cuerpo está incorrupto.
Sus obras, recogidas en 21 volúmenes, fueron publicadas en Lyon en 1629.
Fue beatificado en 1622, pero la canonización se haría esperar todavía. En 1872 y en 1927, los obispos alemanes pidieron a la Santa Sede su canonización, pero sin éxito. El 16 de diciembre de 1931, Pío XI proclamó a Alberto Magno doctor de la Iglesia, lo que equivalía a la canonización. Su fiesta en la Iglesia católica se celebra el 15 de noviembre. San Alberto es el patrono de los estudiantes de ciencias naturales, ciencias químicas y de ciencias exactas.

## Obras

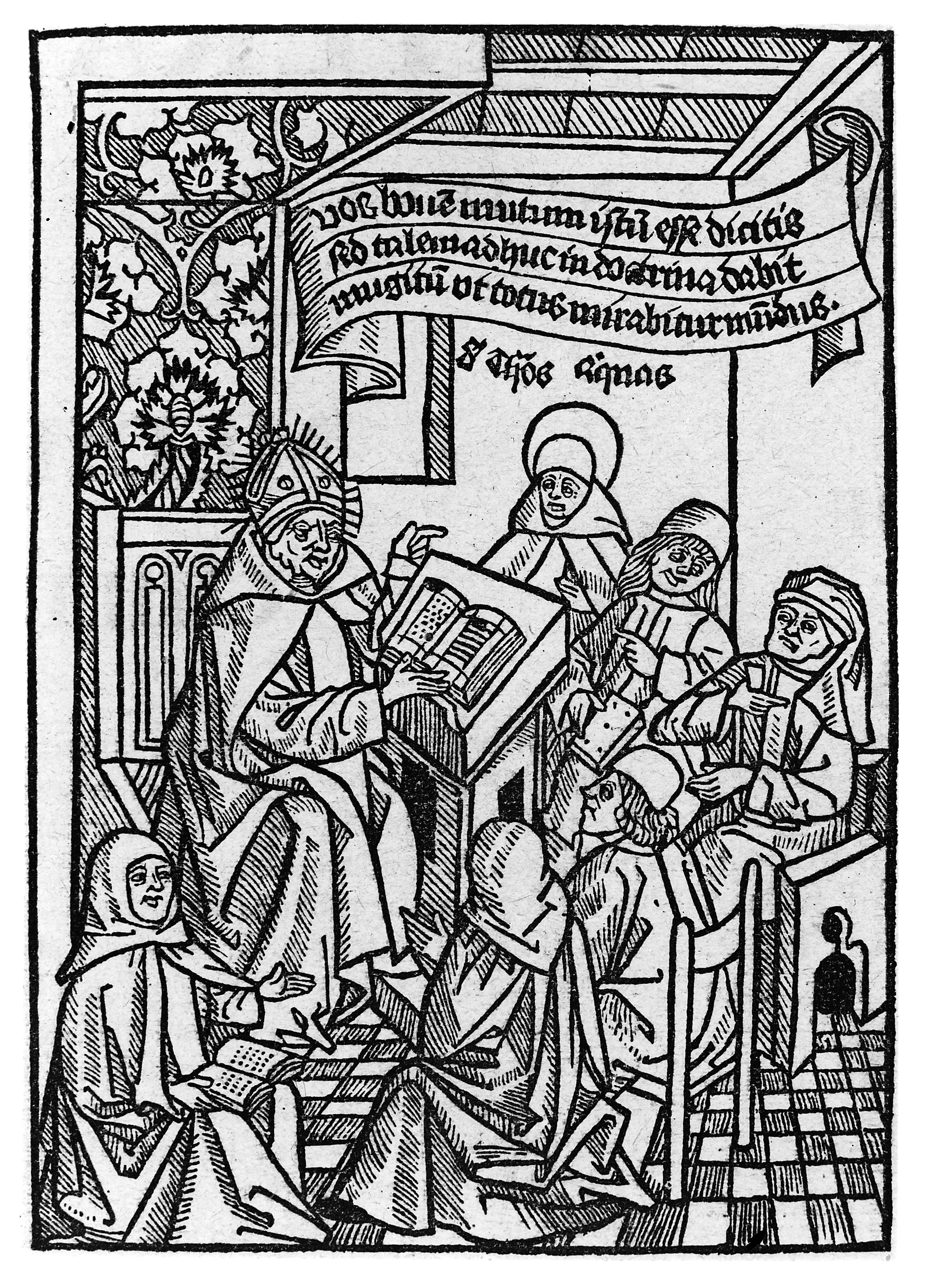
Litografía de San Alberto Magno del.

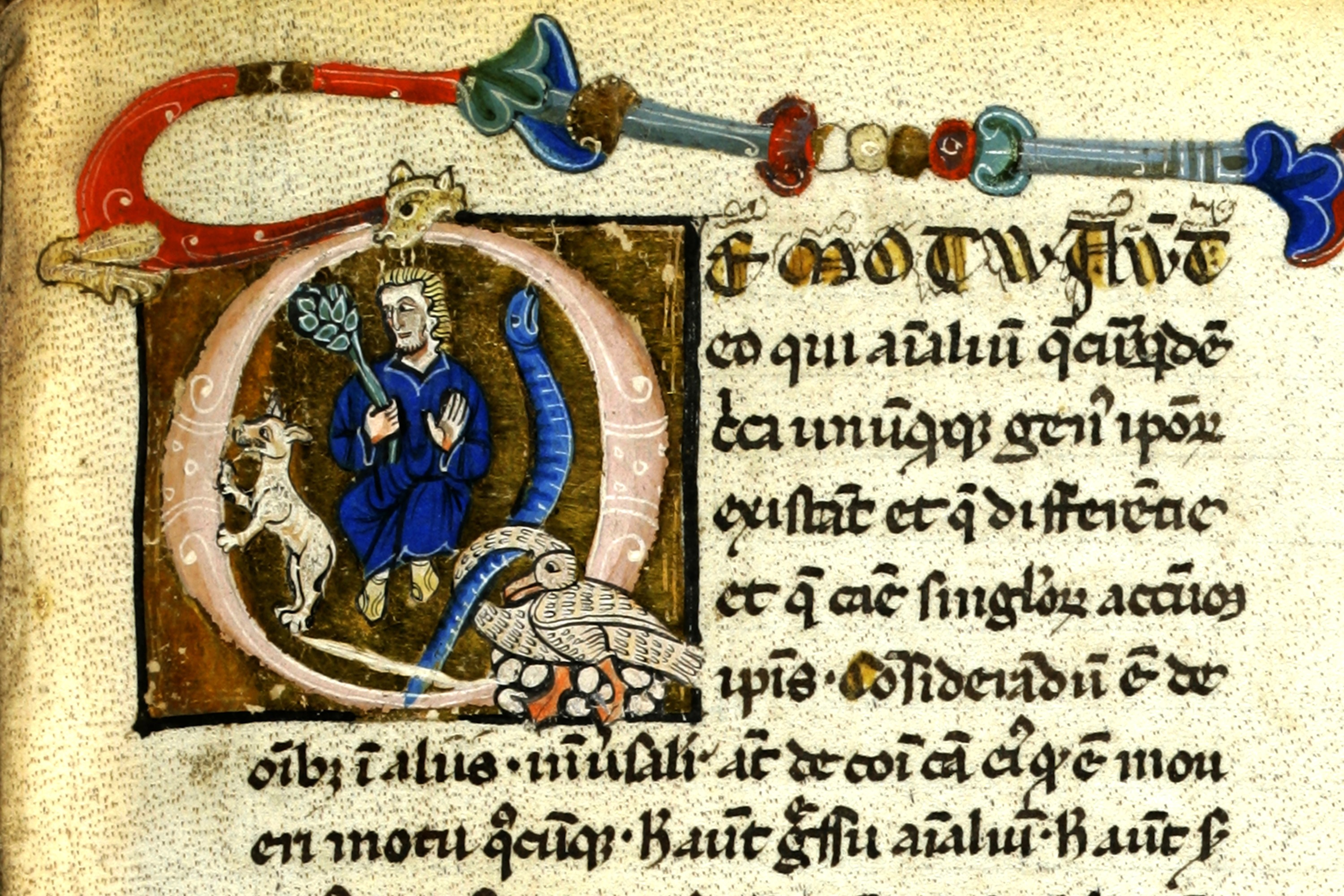
Manuscrito de Alberto Magno del.

Las obras de Alberto fueron recopiladas en 1899 en treinta y ocho volúmenes. Estos mostraron sus hábitos prolíficos y su conocimiento enciclopédico de temas como lógica, teología, botánica, geografía, astronomía, astrología, mineralogía, alquimia, zoología, fisiología, frenología, justicia, derecho, amistad y amor. Interpretó y sistematizó la totalidad de las obras de Aristóteles, extraídas de las traducciones y notas latinas de los comentaristas árabes, de acuerdo con la doctrina de la Iglesia. La mayoría del conocimiento moderno de Aristóteles fue preservado y presentado por Alberto.
Sus principales trabajos teológicos son un comentario en tres volúmenes sobre la obra Las Sentencias de Pedro Lombardo ( Magister Sententiarum ) y la Summa Theologiae en dos volúmenes. El último es en esencia una repetición más didáctica del primero.
La actividad de Alberto, sin embargo, fue más filosófica que teológica. Las obras filosóficas, que ocupan los primeros seis y el último de los 21 volúmenes, generalmente se dividen de acuerdo con el esquema aristotélico de las ciencias, y consisten en interpretaciones y condensaciones de las obras relativas de Aristóteles, con debates complementarios sobre temas contemporáneos y ocasionales divergencias de las opiniones del maestro. Alberto creía que el enfoque de Aristóteles a la filosofía natural no representaba ningún obstáculo para el desarrollo de una visión filosófica cristiana del orden natural.
El conocimiento de Alberto de las ciencias naturales fue considerable y notablemente preciso para la época. No solo produjo comentarios y paráfrasis de todo el corpus aristotélico, incluidos sus trabajos científicos, sino que Alberto también los agregó y mejoró. Sus libros sobre temas como botánica, zoología y minerales incluían información de fuentes antiguas, pero también resultados de sus propias investigaciones empíricas. Estas investigaciones impulsaron varias de las ciencias especiales, más allá de la dependencia de los textos clásicos. En el caso de la embriología, por ejemplo, se ha afirmado que se escribió poco entre Aristóteles y Alberto, quienes lograron identificar los órganos dentro de los huevos. Además, Alberto también inventó efectivamente ciencias especiales enteras, donde Aristóteles no ha cubierto un tema. Por ejemplo, antes de Alberto, no había un estudio sistemático de minerales. Por la amplitud de estos logros, se le otorgó el nombre de Doctor Universalis.
Gran parte de las contribuciones empíricas de Alberto a las ciencias naturales han sido reemplazadas, pero su enfoque general de la ciencia puede ser sorprendentemente moderno. Por ejemplo, en De Mineralibus (Libro II, Tratado II, Capítulo 1) Alberto afirma: "Porque [la tarea] de la ciencia natural no es simplemente aceptar lo que se nos dice, sino investigar las causas de las cosas naturales".

### Alquimia
En los siglos posteriores a su muerte surgieron muchas historias sobre Alberto como alquimista y mago. "Gran parte de la confusión moderna surge del hecho de que trabajos más tardíos, particularmente los Secreta Alberti o Experimenta Alberti, fueron falsamente atribuidas a Alberto para aumentar el prestigio del texto." Se le han atribuido muchos tratados relacionados con la alquimia, aunque en sus escritos auténticos escribió muy poco acerca de química y de alquimia, y solo se refirió a esos temas a través de comentarios sobre Aristóteles. Por ejemplo, en su comentario De mineralibus se refiere al poder de las piedras, pero no detalla cuáles podrían ser estos poderes.  Existe una amplia gama de trabajos Pseudo-Albertinos relacionados con la alquimia, que justifican la creencia desarrollada en las generaciones posteriores a la muerte de Alberto de que este habría dominado la alquimia, una de las ciencias fundamentales de la Edad Media. Estos incluyen Metales y Materiales, los Secretos de Química, el Origen de Metales, los Orígenes de Compuestos, y una Concordancia, la cual es una colección de observaciones sobre la piedra filosofal, y otros temas de alquimia-química, recopilados bajo el título de Theatrum Chemicum. A Alberto también se le atribuye el descubrimiento del arsénico y experimentos con productos químicos fotosensibles, incluido el nitrato de plata. Creía que las piedras tenían propiedades ocultas, como afirmó en su trabajo De mineralibus. Sin embargo, hay poca evidencia de que él personalmente haya realizado experimentos alquímicos.
Según la leyenda, se dice que Alberto descubrió la piedra filosofal y se la pasó a su alumno Tomás de Aquino, poco antes de su muerte. Alberto no confirma que descubrió la piedra en sus escritos, pero sí registró que fue testigo de la creación de oro por "transmutación". Dado que Tomás de Aquino murió seis años antes de la muerte de Alberto, esta leyenda, como se dijo, es poco probable.

### Astronomía

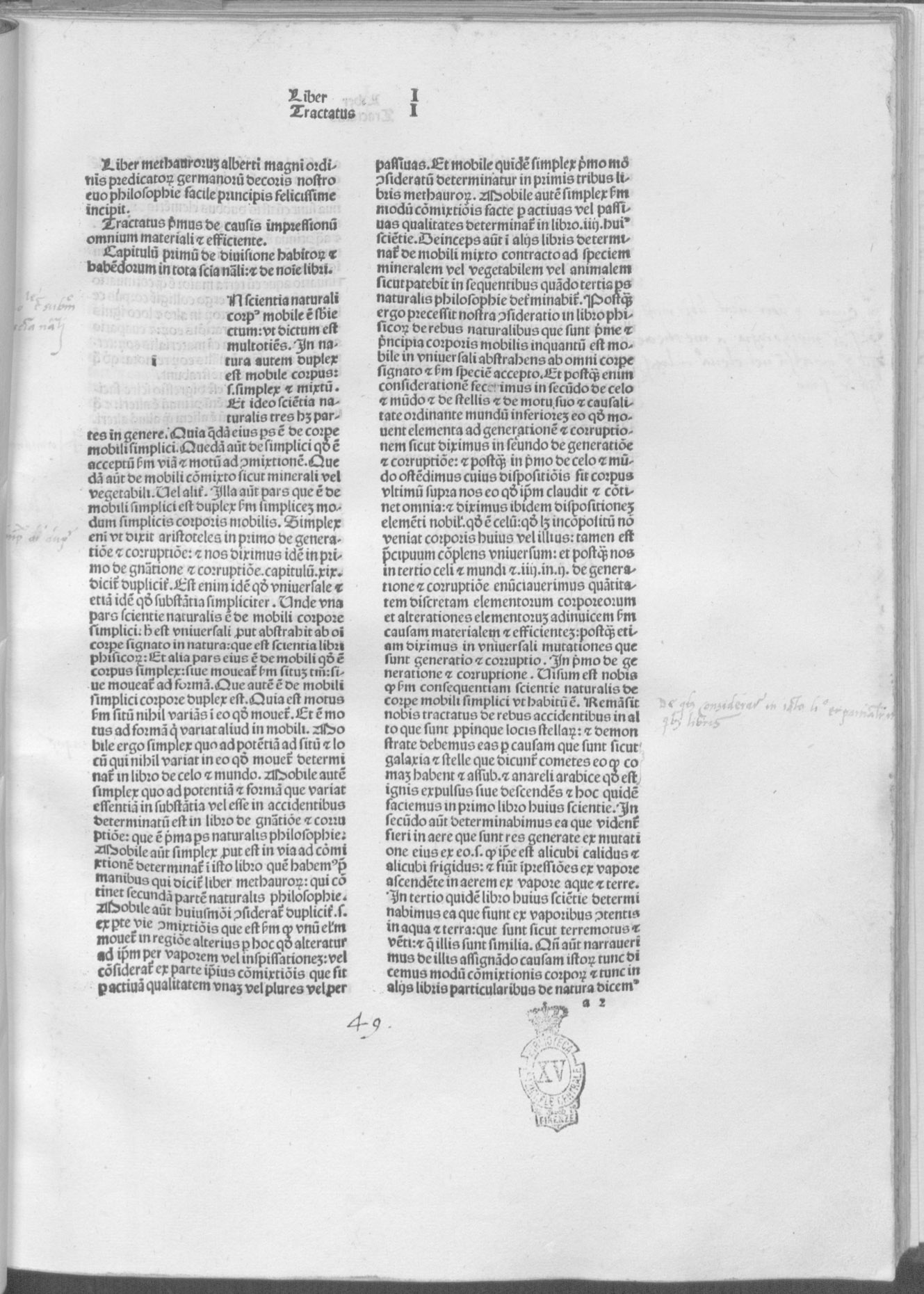
De meteoris, 1488

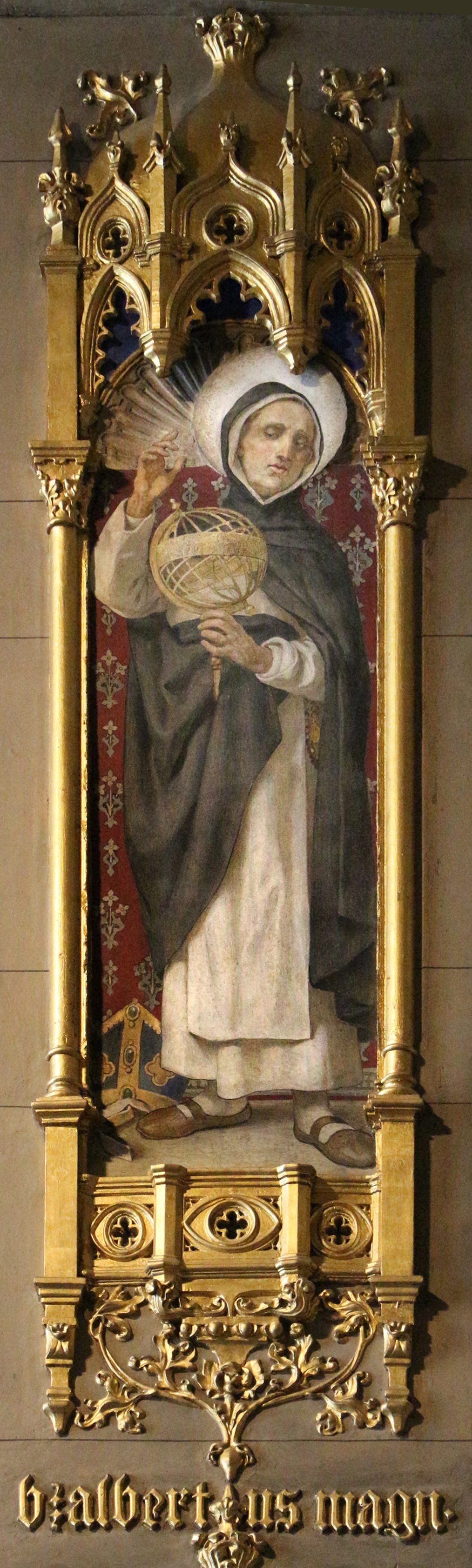
Fresco de Alberto Magno en el Santuario de la Santa Casa (Loreto).

Alberto estaba profundamente interesado en la astronomía, como lo han articulado académicos como Paola Zambelli y Scott Hendrix. A lo largo de la edad media –Y bien en el período moderno temprano– la astrología fue ampliamente aceptada por científicos e intelectuales que sostenían la opinión de que la vida en la tierra es efectivamente un microcosmos dentro del macrocosmos (este último es el cosmos mismo). Se creía que, por lo tanto, existe correspondencia entre los dos y, por lo tanto, los cuerpos celestes siguen patrones y ciclos análogos a los de la Tierra. Con esta visión del mundo, parecía razonable afirmar que la astrología podría usarse para predecir el futuro probable de un ser humano. Alberto argumentó que la comprensión de las influencias celestiales que nos afectan podría ayudarnos a vivir nuestras vidas más de acuerdo con los preceptos cristianos. La declaración más completa de sus creencias astrológicas se encuentra en un trabajo que escribió alrededor de 1260, ahora conocido como Speculum astronomiae. Sin embargo, los detalles de estas creencias se pueden encontrar en casi todo lo que escribió, desde su temprana De natura boni hasta su último trabajo, Summa theologiae.

### Materia y forma
Alberto creía que todas las cosas naturales eran composiciones de materia y forma, se refirió a ello como quod est y quo est. Alberto también creía que solo Dios es la entidad gobernante absoluta. La versión de Alberto del hilomorfismo es muy similar a la doctrina aristotélica.

### Música
Alberto es conocido por sus comentarios sobre la práctica musical de su época. La mayoría de sus observaciones musicales escritas se encuentran en su comentario sobre la Poética de Aristóteles. Rechazó la idea de "música de las esferas" como ridícula: el movimiento de los cuerpos astronómicos, supuso, es incapaz de generar sonido. Escribió extensamente sobre las proporciones en la música, y sobre los tres niveles subjetivos diferentes en los que el canto llano podía trabajar en el alma humana: purgar lo impuro; iluminación que conduce a la contemplación; y la nutrición a través de la contemplación. El particular interés para los teóricos de la música del siglo XX es la atención que prestó al silencio como parte integral de la música.

### Metafísica de la moral
Sus dos primeros tratados, De natura boni y De bono, comienzan con una investigación metafísica sobre los conceptos del bien en general y del bien físico. Alberto se refiere al bien físico como bonum naturae. Alberto hace esto antes de tratar directamente con los conceptos morales de la metafísica. En las obras posteriores de Alberto, dice, para comprender la bondad humana o moral, el individuo primero debe reconocer lo que significa ser bueno y hacer buenas obras. Este procedimiento refleja las preocupaciones de Alberto con las teorías neoplatónicas del bien, así como las doctrinas de Pseudo-Dionisio. La visión de Alberto fue muy valorada por la Iglesia Católica. 

### Ley natural

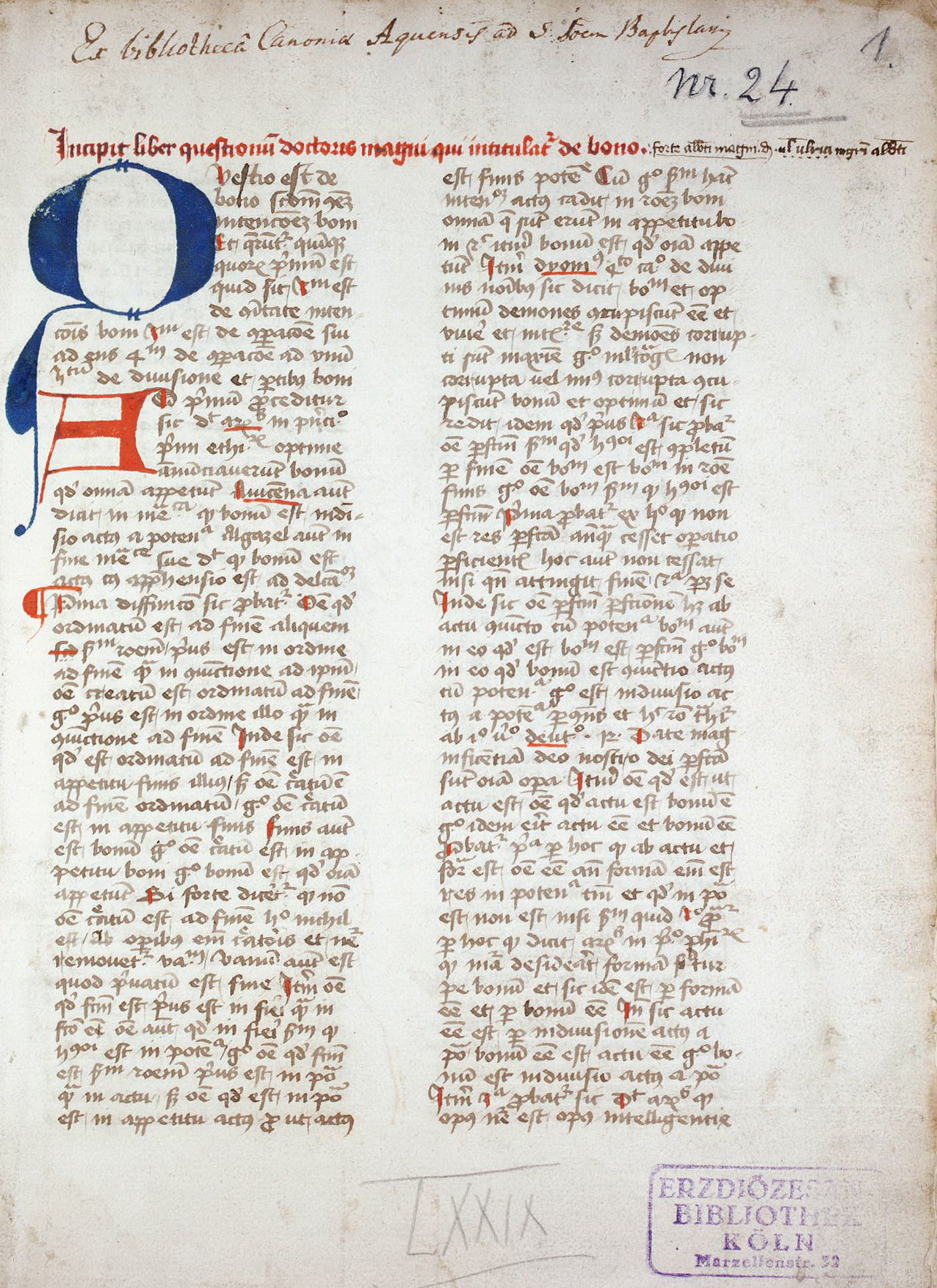
Códice De Bono del.

Alberto dedicó el último tratado de De Bono a una teoría de la justicia y la ley natural. Alberto coloca a Dios como el pináculo de la justicia y la ley natural. Dios legisla y la autoridad divina es suprema. Hasta su época, fue el único trabajo específicamente dedicado a la ley natural escrito por un teólogo o filósofo.

### Amistad
Alberto menciona la amistad en su trabajo, De bono, así como también presenta sus ideales y la moral de la amistad al comienzo de Tractatus II. Más tarde publicó Super Ethica. Con su desarrollo de la amistad a lo largo de su trabajo, es evidente que los ideales y la moral de la amistad tomaron relevancia a medida que su vida continuó. Alberto comenta sobre el punto de vista de Aristóteles sobre la amistad con una cita de Cicerón, quien escribe: "la amistad no es otra cosa que la armonía entre lo divino y lo humano, con buena voluntad y amor". Alberto está de acuerdo con este comentario, pero también agrega en armonía o acuerdo. Alberto llama a esta armonía, consensio, un cierto tipo de movimiento dentro del espíritu humano. Alberto está totalmente de acuerdo con Aristóteles en el sentido de que la amistad es una virtud. Alberto relata el contenido metafísico inherente entre la amistad y la bondad moral. Alberto describe varios niveles de bondad; lo útil (utile), lo placentero (delectabile) y el bien auténtico o no calificado (honestum). Luego, a su vez, hay tres niveles de amistad basados en cada uno de esos niveles, a saber, la amistad basada en la utilidad (amicitia utilis), la amistad basada en el placer (amicitia delectabilis) y la amistad basada en la bondad sin reservas (amicitia honesti; amicitia quae fundatur super honestum).